# Pittosporum colensoi
Pittosporum colensoi är en tvåhjärtbladig växtart som beskrevs av Joseph Dalton Hooker. Pittosporum colensoi ingår i släktet Pittosporum och familjen Pittosporaceae. Utöver nominatformen finns också underarten P. c. fasciculatum.